# Strychnos mitis
Strychnos mitis là một loài thực vật có hoa trong họ Mã tiền. Loài này được S.Moore miêu tả khoa học đầu tiên năm 1911.